# Chiesa di San Giovanni (Santianes de Pravia)
La chiesa di San Giovanni Apostolo ed Evangelista in località Santianes a Pravia è un tempio cristiano del secolo VIII, situato nel comune asturiano di Pravia nel nord della  Spagna.
Accanto alla chiesa vi è il museo de Santianes de Pravia, inaugurato nel luglio del 2007.

## Galleria d'immagini

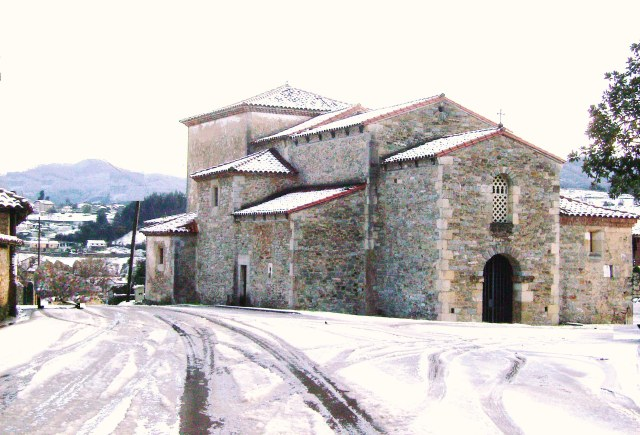
La chiesa sotto la neve
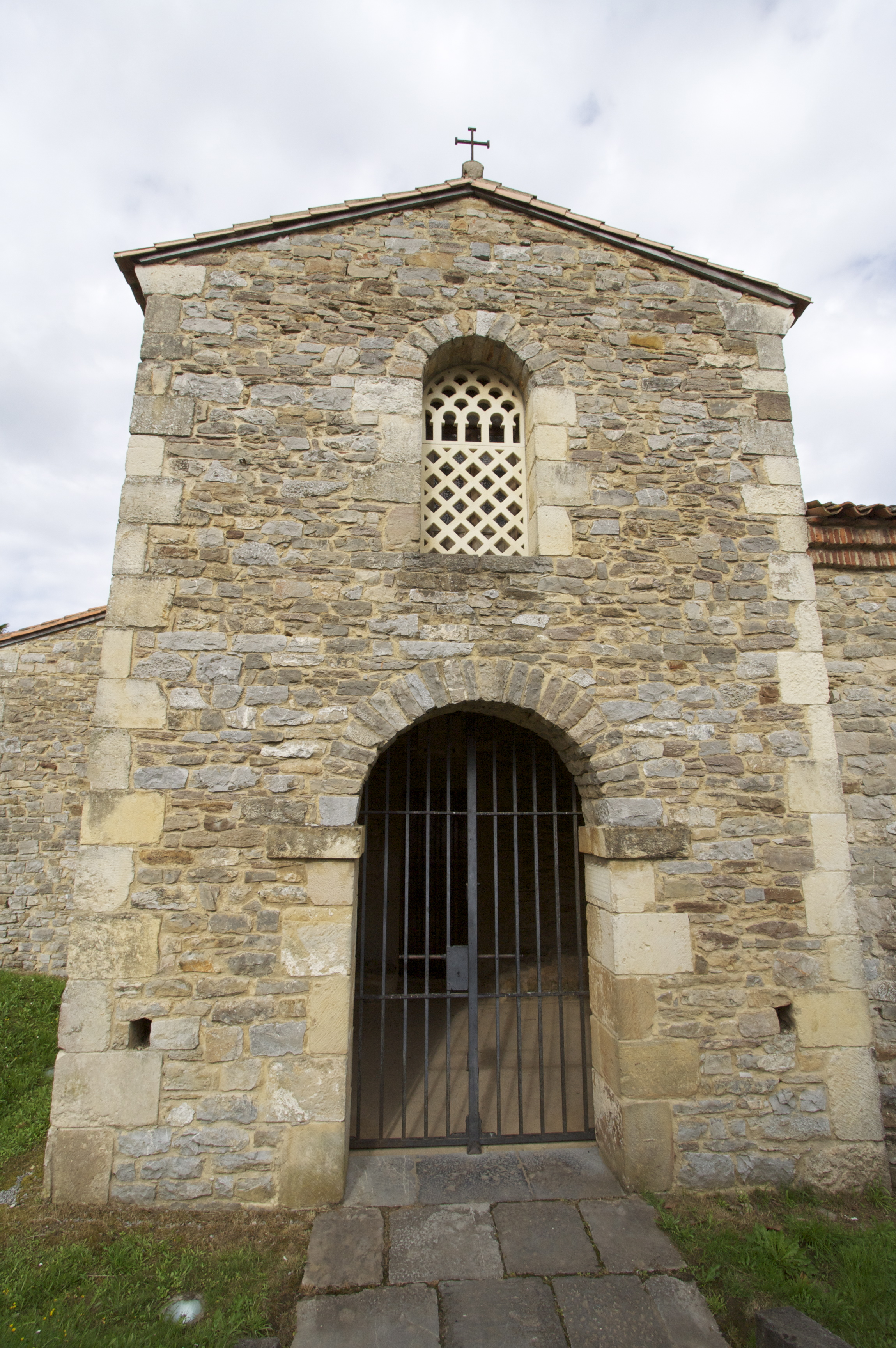
Portico dell'entrata in chiesa
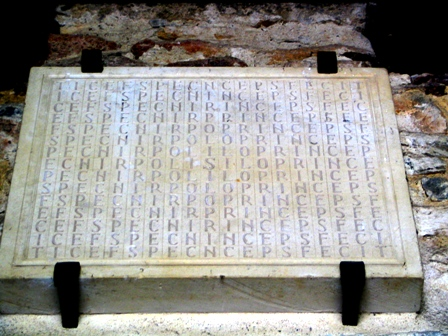
Silo princeps fecit, copia della lapide della fondazione